# 高橋昌也 (作家)
高橋昌也（たかはし まさや、1961年 - ）はモデラー、作家、編集者。
大学生時代にモデラー集団「ストリームベース」に所属し、小田雅弘・川口克己らとともに、1980年代の『コミックボンボン』（講談社）等での「ガンダム」関係の記事に参加。
その後、雑誌編集者となり、現在は三栄書房に所属している。

## 作家
- プラモ狂四郎：漫画。クラフト団のひとりとして原作に参加。作中にもキャラクターとして小田・川口らとともに登場している。
- モデルガン戦隊：漫画。安井尚志と共同で原作を担当。
- ハローチャレンジャーブック：日本初のゲームブックシリーズ。下記作品の執筆を担当。
  - 第1弾『出発!スターへの道』（イラスト：平野俊弘）
  - 第4弾『惑星連合の危機』（イラスト：柿沼秀樹）
  - 第6弾『モニュメントの謎 - 撃突!第7機装兵団』（イラスト：横山宏）
- MS戦記 機動戦士ガンダム0079外伝：漫画。原作を担当。
- モビルスーツバリエーション：模型。設定スタッフとして参加。
- ガンダム・センチネル：小説。
- マスターピース ゼータ・ガンダム：模型関連書籍。一部執筆。

## 編集者
- ゲームグラフィックス（大日本絵画）：編集長。
- 月刊 COMIC NOIZY（大日本絵画）：編集長。
- ニューモデル速報（三栄書房）：新車メカニズムページ担当